# Handcar Peak
Der Handcar Peak ist ein 2338 m hoher Berg mit einer Schartenhöhe von 210 m im Südwesten der kanadischen Provinz British Columbia, im Squamish-Lillooet Regional District.

## Geographie
Der Handcar Peak ist Teil der Railroad Group der Coast Mountains, die in Nachbarschaft zum Pemberton Valley liegt. Er befindet sich 38 km nordwestlich von Pemberton und 3 km westlich des Locomotive Mountain. Der nächsthöhere Berg ist der Face Mountain (2485 m). Die Abflüsse der Niederschläge am Berg fließen in den Sampson Creek und den Buck Creek, beides Zuflüsse des Lillooet River. Der Handcar Peak ist eher für den steilen Anstieg aus dem lokalen Gelände als für seine absolute Höhe bemerkenswert. Das Relief ist von großen Höhenunterschieden geprägt, da sich der Gipfel über 2050 m über den Lillooet River und das Pemberton Valley in ungefähr 4 km Entfernung erhebt. 
| Mount Sampson  | Siding Glacier   | Railroad Pass       |
| Sampson Creek  |                  | Locomotive Mountain |
| Lillooet River | Pemberton Valley | Pemberton           |

## Geschichte
Der Name des Berges (dt. „Draisine“) wurde 1978 vom Bergsteiger Karl Ricker vom Alpine Club of Canada im Zusammenhang mit dem des Railroad Pass, des Railroad Creek und weiterer mit „Eisenbahn“ assoziierter Objekte in der unmittelbaren Umgebung vorgeschlagen. Das Toponym wurde am 23. Januar 1979 vom Geographical Names Board of Canada offiziell anerkannt.

## Klima
In Bezug auf die Klimaklassifikation nach Köppen und Geiger herrscht am Gipfel des Handcar Peak ein subarktisches Klima. Die meisten Wetterfronten stammen vom Pazifik und bewegen sich ostwärts auf die Coast Mountains zu, wo sie durch die Berge zum  Aufsteigen (Windstau) gezwungen werden, was wiederum dazu führt, dass die enthaltene Feuchtigkeit in Form von Regen oder Schnee abgegeben wird. Im Ergebnis führt das zu hohen Niederschlägen in den Coast Mountains, insbesondere zu starken Schneefällen im Winter. Die Temperaturen können unter −20 °C fallen, unter Berücksichtigung von Windchill-Einfluss unter −30 °C. Dieses Klima nährt den Siding Glacier am Nordhang des Berges. Die Monate Juli bis September bieten die besten Wetterbedingungen für einen Aufstieg.

## Galerie

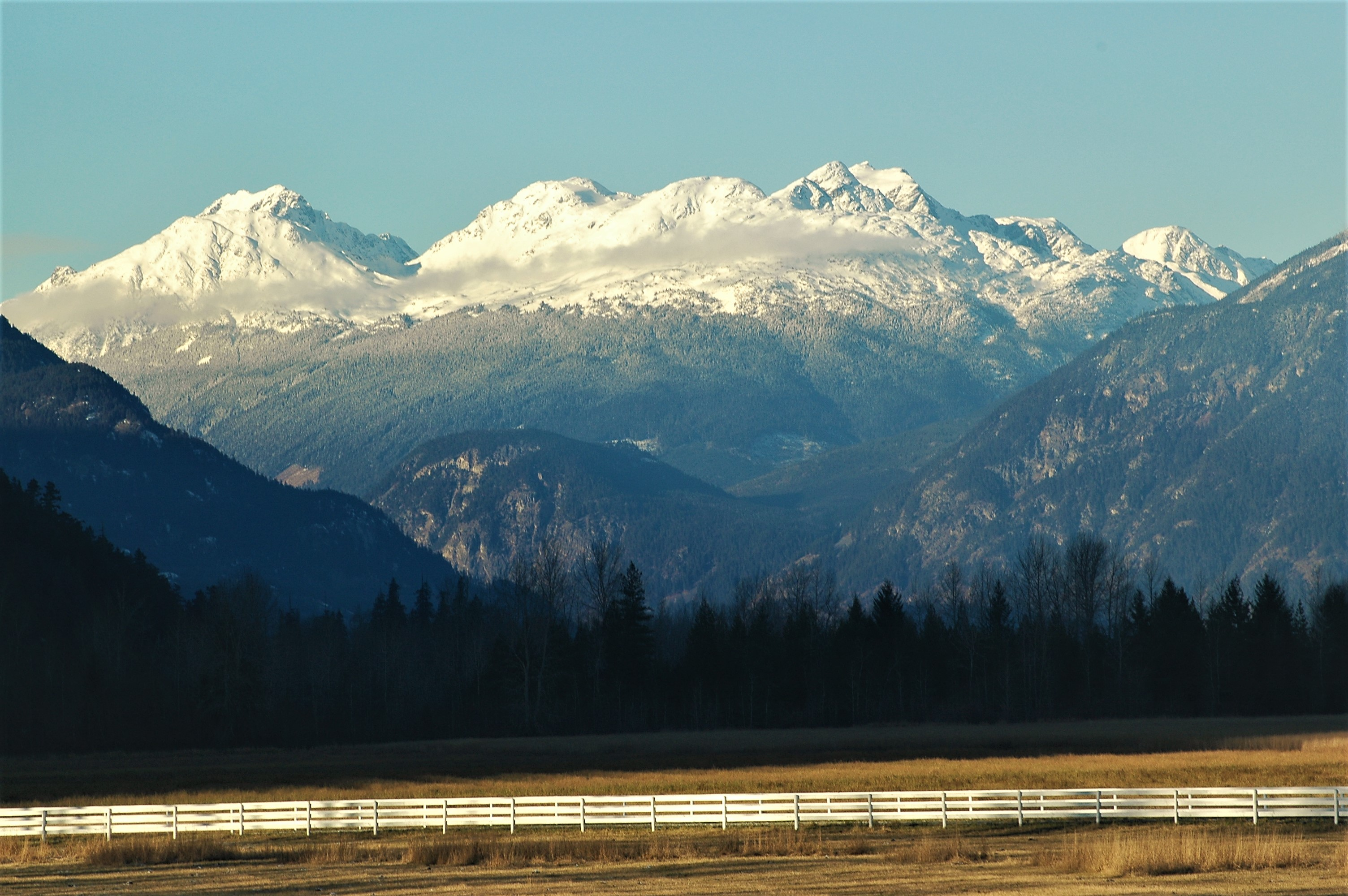
Der Handcar Peak (links) von Südosten vom Pemberton Valley aus gesehen (mit dem Locomotive Mountain rechts)
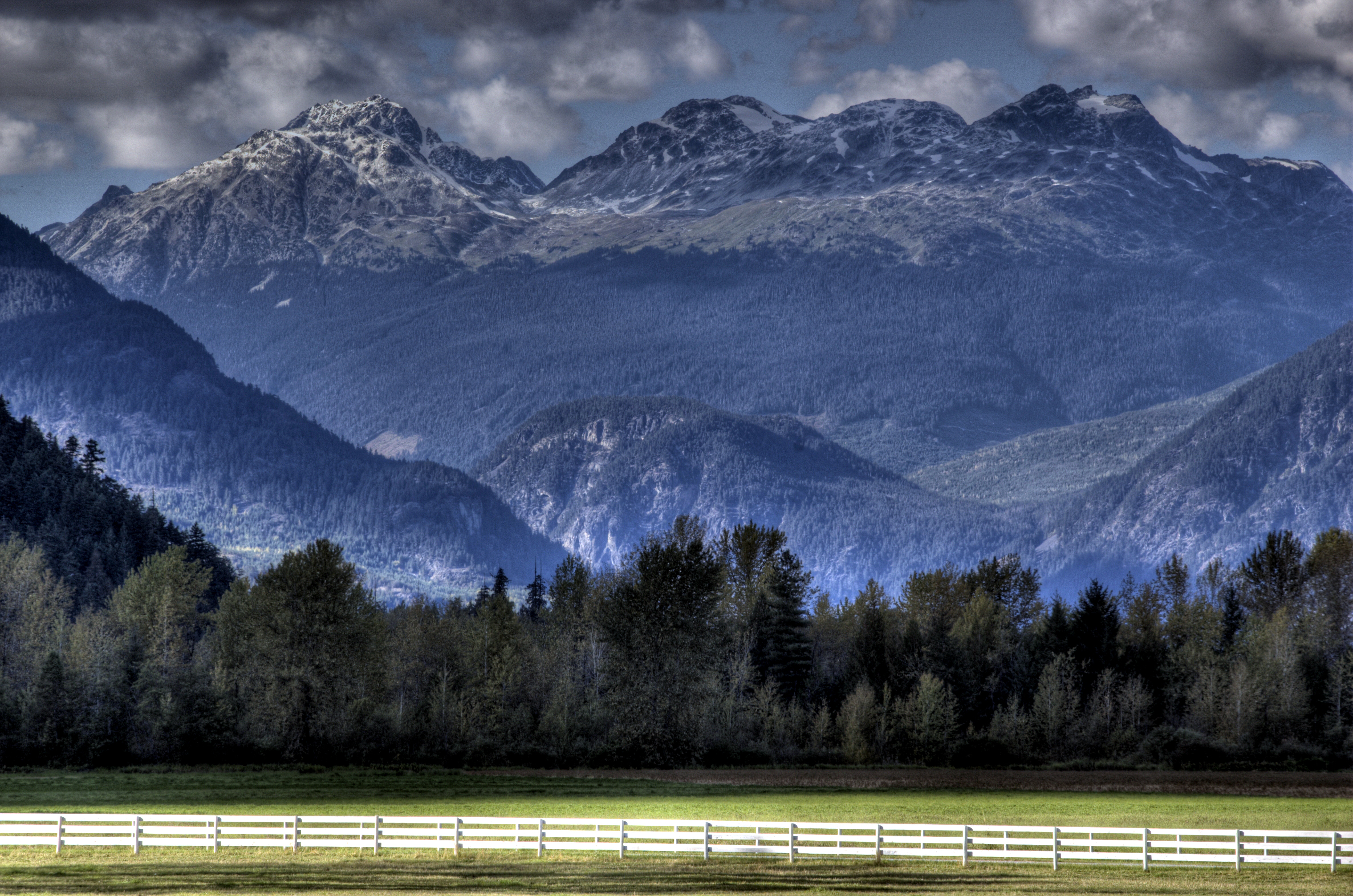
Der Handcar Peak (links) von Südosten vom Pemberton Valley aus gesehen (mit dem Locomotive Mountain rechts)
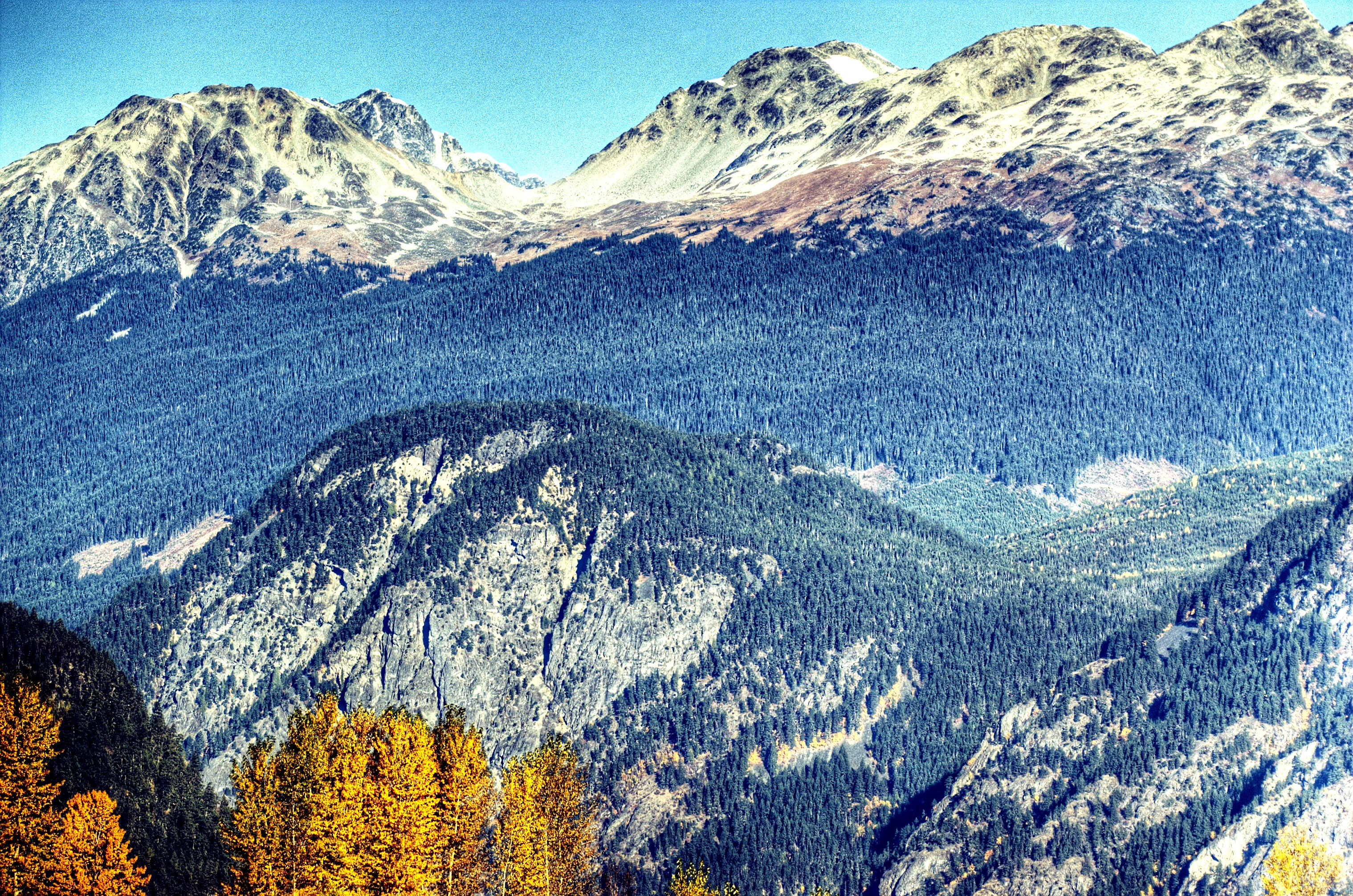
Handcar Peak (hinten links)